# Tormenta tropical Chris (2006)
La tormenta tropical Chris fue el cuarto ciclón tropical de la temporada de huracanes del Atlántico de 2006. Se formó el 31 de julio en el océano Atlántico al este de las Islas Leeward a partir de una onda tropical, Chris se movió con una dirección de oeste, noroeste, sorteando el borde de las islas del Caribe. Chris fue una tormenta con una vida relativamente corta, alcanzando vientos máximos de 100 km/h el 2 de agosto, mientras se encontraba al norte de San Martín. En general el impacto fue mínimo, con moderadas cantidades de precipitación por su trayectoria. No se reportaron fallecimientos.

## Historia meteorológica

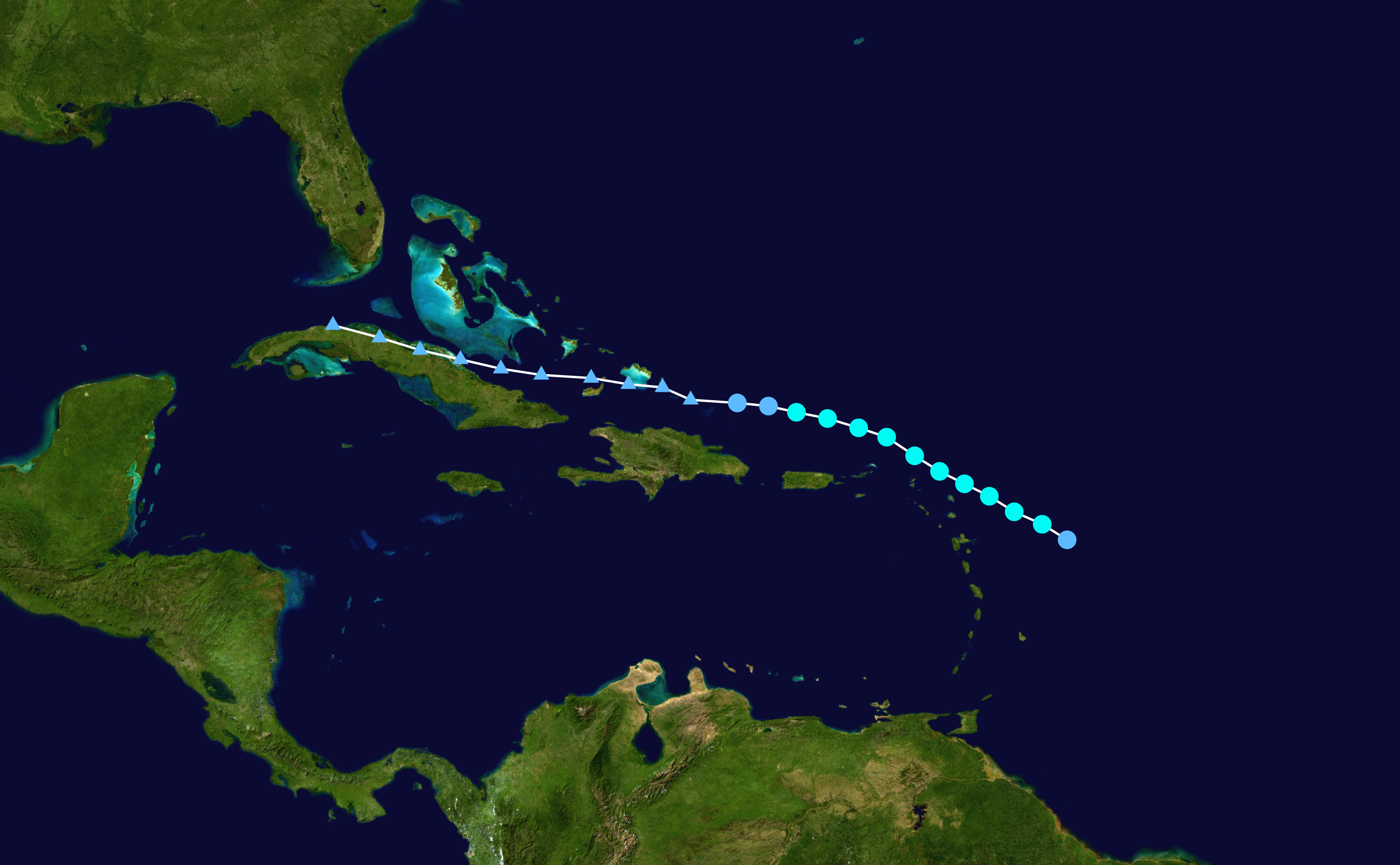
Trayectoria de la tormenta tropical Chris, perteneciente a la temporada de huracanes del Atlántico de 2006, siguiendo los colores de la escala de huracanes de Saffir-Simpson.

Una onda tropical se movió desde el oeste de la costa de África el 27 de julio. Inicialmente, su vigorosa convección persistió a través de todo el eje de la onda, aunque aire seco disminuyó considerablemente esta característica el 28 de julio.